# Alpha Bank
Alpha Bank es el segundo mayor banco de Grecia con 450 sucursales a lo largo de todo el país. También tiene una subsidiaria y una oficina en Londres, y sucursales y subsidiarias a lo largo de todos los Balcanes. El banco es presidido por Ioannis Costopoulos, el nieto del fundador original.

## Historia

### En Grecia
- En 1879 John F. Costopoulos estableció una pequeña firma comercial en la ciudad de Kalamata.
- En 1918 el departamento de banca de la firma "J.F. Costopoulos" cambió su nombre a Banco de Kalamata.
- En 1924 el banco trasladó su sede central a Atenas y cambió su nombre a Banque de Credit Commercial Hellenique.
- En 1947 el banco cambió su nombre a Commercial Credit Bank (CCB).
- En 1972 el CCB cambió su nombre al Credit Bank (Trapeza Pisteos).
- En 1994 Credit Bank cambió su nombre a Alpha Credit Bank (ACB).
- En 1999 ACB adquirió el 51% de las acciones de Ionian Popular Bank.
- En 2000 ACB absorbió el Ionian Popular Bank. En el mismo año ACB cambió su nombre a Alpha Bank.
- En 2002 fracasó el intento de fusión entre el Alpha Bank y el National Bank of Greece.

### Expansión internacional
- En 1960 Commercial Credit Bank estableció una subsidiaria en Chipre que pudo cerrar o vender en el futuro.

A principios de los años 1990, el banco empezó un programa de expansión internacional, especialmente en los Balcanes.
- En 1993 Credit Bank y el BERD establecieron la "Banca Bucureşti" en Rumania, que inició sus operaciones al año siguiente. Credit Bank poseía el 50% del banco.
- En 1994 ACB adquirió el Banco de Londres (Bank of London) del Banco Comercial de Grecia (Emporiki Bank) y fue renombrado Alpha Credit Bank London.
- En 1996 ACB estableció una sucursal en Tirana, Albania, y a continuación tres sucursales más.
- En 1997 ACB estableció el Alpha Credit Bank Jersey para promover servicios de banca privada.
- En 1998 ACB adquirió el 82.5% del Lombard NatWest Bank en Chipre y lo renombró Alpha Bank Ltd.
- En 1999 ACB adquirió el 65% de Kreditna Banka, Skopje, Macedonia del Norte. En la actualidad posee el 84% (Alpha Bank Skopje).
- En 2000 "Banca Bucureşti" cambió su nombre a "Alpha Bank Romania" (ABR). Monte dei Paschi di Siena tomó el 5% de las acciones del banco. Las acciones de Alpha Bank se convirtieron en el 63%. ABR a su vez adquirió el 12,5% del Victoria Bank (establecido en 1989), el mayor banco privado de Moldavia.
- En 2002 ACB adquirió una participación minoritaria y se convirtió en el único accionista de Alpha Bank Skopje, tomando el 100% de su capital.
- A principios de 2005 Alpha Bank adquirió el 88,64% del banco serbio Jubanka y cambió su nombre a Alpha Bank Belgrado.
- Alpha Bank también tiene una red extensa de sucursales en Bulgaria, cuya fundación heredó del Ionian and Popular Bank, que entró en 1994 con una oficina de representación en Sofía.
- El 24 de noviembre de 2006, Alpha Bank anunció un acuerdo con Anadolu Group para crear una fuerte franquicia en el sector financiero de Turquía. Según las informaciones de prensa, con esta asociación, "Alpha Bank se introduce rápidamente en un gran sector de mercado y de rápido crecimiento. El Grupo Anadolu es uno de los principales grupos industriales en Turquía y también es el propietario mayoritario del banco Abank (Alternatifbank). La transacción es valorada en USD 492.5 millones (Euro 384.3 millones). Alpha Bank en última instancia, contribuirá con un importe en efectivo equivalente a la mitad de dicha cantidad. Las dos partes establecerán conjuntamente una sociedad tipo holding al cincuenta-cincuenta cuyos activos consistirán en las acciones que actualmente posee el Grupo Anadolu en las sociedades Abank y Alease (Alternatiflease), que corresponden al 94% y al 95% respectivamente de las acciones de estas sociedades. El holding también poseerá, indirectamente, el 100% de la firma de corretaje Alternatif Yatirim, 45%

de los fondos de inversión Alternatif Yatirim Ortkaligi, así como las oficinas centrales del banco y la empresa de corretaje, situados en lugares privilegiados de Estambul", según el comunicado de prensa.
- El 27 de marzo de 2008, Alpha Bank alcanzó un acuerdo para comparar la mayoría del banco recientemente establecido OJSC Astra Bank en Ucrania como parte de los planes de expandirse por la región. Alpha Bank acordó comprar el 90% de Astra Bank por 9 millones de euros.

Además, Alpha Bank tiene una sucursal en Londres y una firma de finanzas, Alpha Finance US, en Nueva York.